# San Pedro de Urabá
San Pedro de Urabá – miasto w Kolumbii, w departamencie Antioquia.